# Benauja
La Benauja és una regió de l'Entre dos mars, situada a l’extrem est del Bordelès (Guiena), a la Gironda. Forma part de la Gascunya, ja que tradicionalment s'hi parla una forma de gascó. La ciutat principal de la Benauja és Cadilhac.

## Etimologia
El nom està documentat l'any 1285, en llatí, in castro et castellania Benaugia, i Bénédicte Boyrie-Fénié n'explica l'origen així: d'un compost cèltic vindaudia, de vindo, «blanc», i el sufix -audia, derivat de Sapaudia ("Savoia"), amb l'evolució *Vindaudia > *Vinaudya (-nd- > -n- en gascó) > Benaugia (v- inicial > b- en gascó i -dy- > [ʒ]) > Benauja. El significat seria «país blanc» a causa del substrat calcari (terres llimoses) o de la presència d'arbustos blancs. L'autora explica, però, que el lloc queda fora de l'isoglossa gascona -nd- > -n-, tot i que probablement hi pertanyia en una etapa passada de la llengua.
Segons la etimologia popular, el nom de la regió provindria de l'expressió gascona "ben auge" que significa "que tingui sort!".

## Història
Correspon a la senyoria, vescomtat i després comtat del mateix nom, el domini del qual cobria, segons les èpoques, entre una quinzena i una trentena de parròquies situades al territori de l'antic cantó de Targon, dins el districte de Lengon, amb el castell de Benauja a Arbís com a centre.
Ha donat nom a les denominacions geogràfiques de les AOC Bordeus-Alta Benauja i Entre dos mars-Alta Benauja. Després de l'annexió del barri de La Bastida a Bordeus i la construcció de la nova ruta de París (actual avinguda Thiers), l'antiga ruta de París, que abans era la via més gran de Senon, es va rebatejar com a carrer de la Benauja i, al seu torn, va donar nom a La Benauja, un conjunt residencial modern construït després de la guerra a la seva extremitat nord-est.

## Gastronomia
La Benauja, excepte la vall de Garona, és una regió molt rural, on l'activitat principal és la viticultura, amb denominacions com Santa Crotz, Cadilhac, Lopiac, Costes de Bordeus, Primeres Costes de Bordeus, Entre dues Mars. Hi existeixen aperitius a base de vi, com el Bròc (Sent German de Grava) i la Benaujana (amb plantes de Salabrunau); a més, una beguda a base de grataculs es produeix al Pian. Una altra especialitat, avui gairebé desapareguda, és la cirera, o el guindó en la seva versió silvestre. Una festa que se celebra a Escoçan a principis de juny ha recuperat aquesta especialitat. De fet, nombrosos cirerers es plantaven als extrems de les rengleres de ceps; es van arrencar per permetre l’expansió de la vinya, però encara se’n poden trobar alguns.